# Hanamichi

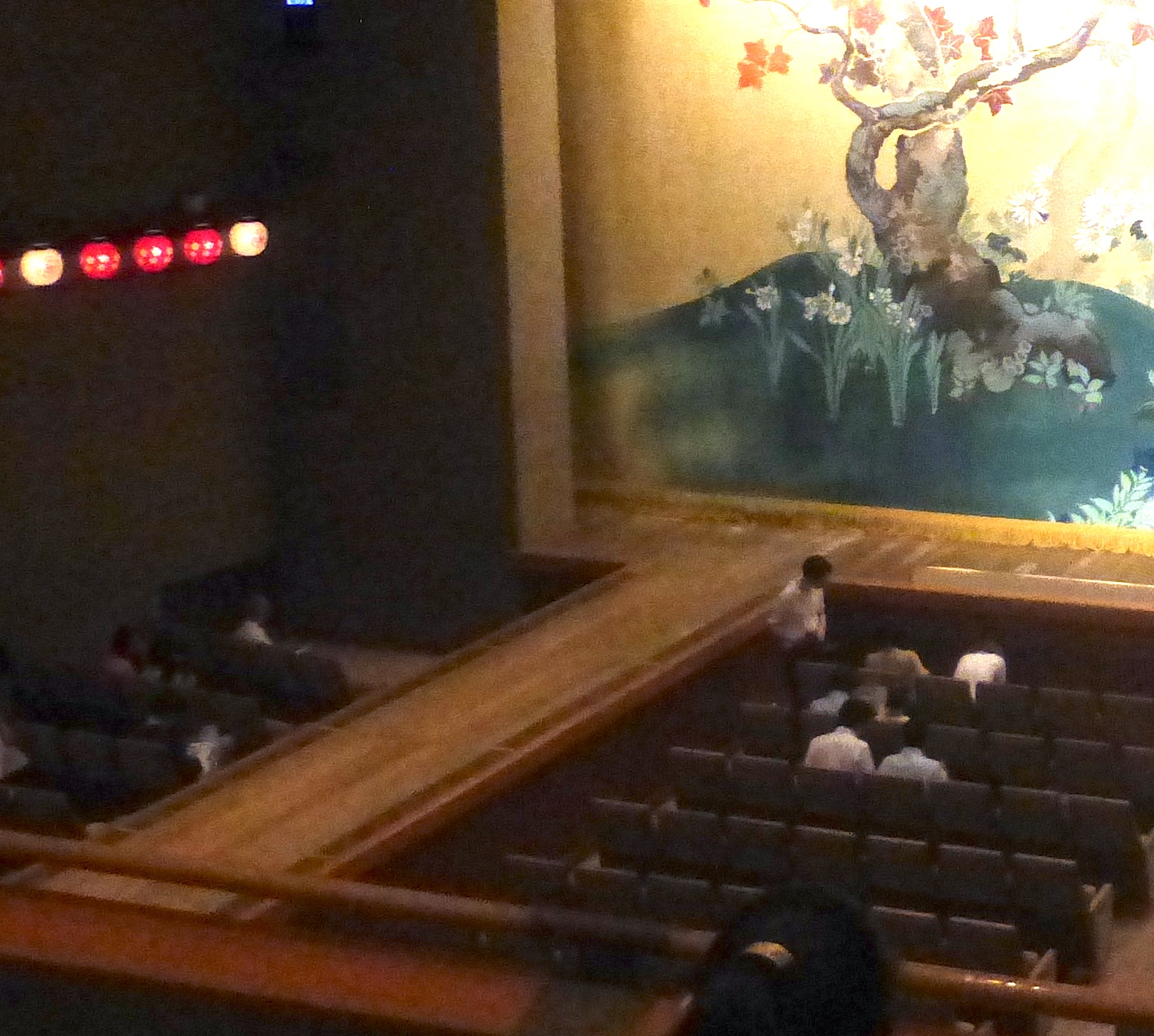
Hanamichi en el Teatro nacional de Japón en Tokio.

El hanamichi (en japonés 花道, literalmente "camino o pasarela de las flores") es un elemento adicional al escenario utilizada en el teatro kabuki japonés. Es una larga y elevada plataforma o pasillo escénico entre los espectadores que se extiende desde la parte trasera de la parte izquierda del patio de butacas o sillas del teatro hasta alcanzar el escenario principal.
En general, es usado para las entradas y salidas de los personajes, aunque también se puede utilizar para apartes o escenas que no pertenecen a la acción principal. En este caso, puede verse como un escenario teatral donde el público está en dos lados del escenario y que se conecta a un escenario más grande.

## Historia

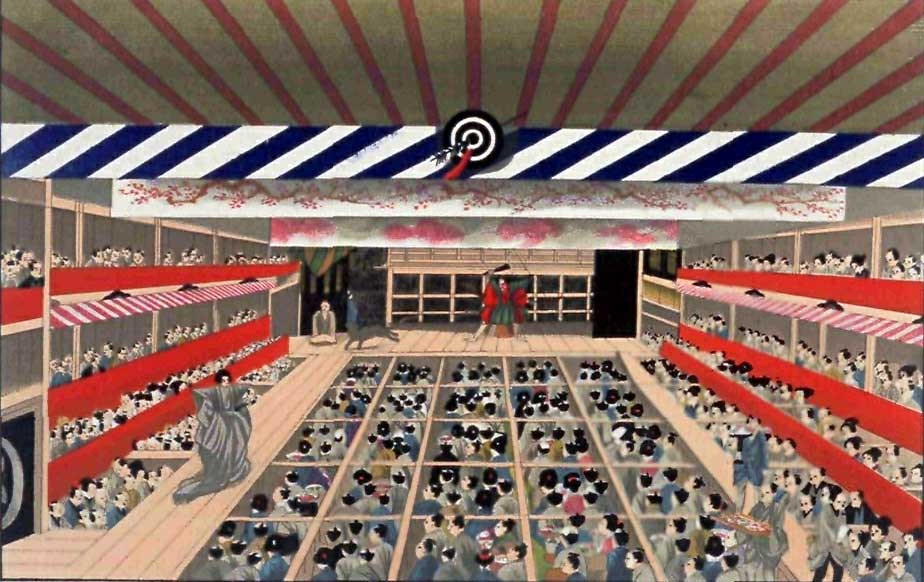
Escenario de kabuki: el hanamichi se encuentra a la izquierda. Un karihanamichi también es visible a la derecha.

El hanamichi se usó por primera vez en 1668 en el teatro Kawarazaki-za de Edo (hoy día Tokio), en forma de una simple tabla de madera que se extendía desde el centro del escenario hasta el centro del teatro, en medio del espectador. En un principio no se utilizó en representaciones, solo permitía a los actores estar en medio del público después de su actuación para recibir flores. 
El hanamichi moderno, a veces denominado honhanamichi (本花道, 'camino principal de flores'), se concibió y estandarizó por primera vez en 1740. El tamaño estándar oscila entre 16.38 m y 18.20 m de largo y entre 150 y 180 cm de ancho, estando siempre situado a la izquierda. Más recientemente, algunos teatros han comenzado a utilizar un hanamichi secundario en el lado derecho, conocido como karihanamichi (仮花道, 'copia del camino de flores') que es aproximadamente de un tercio a la mitad del ancho del honhanamichi de la izquierda.

## Utilización

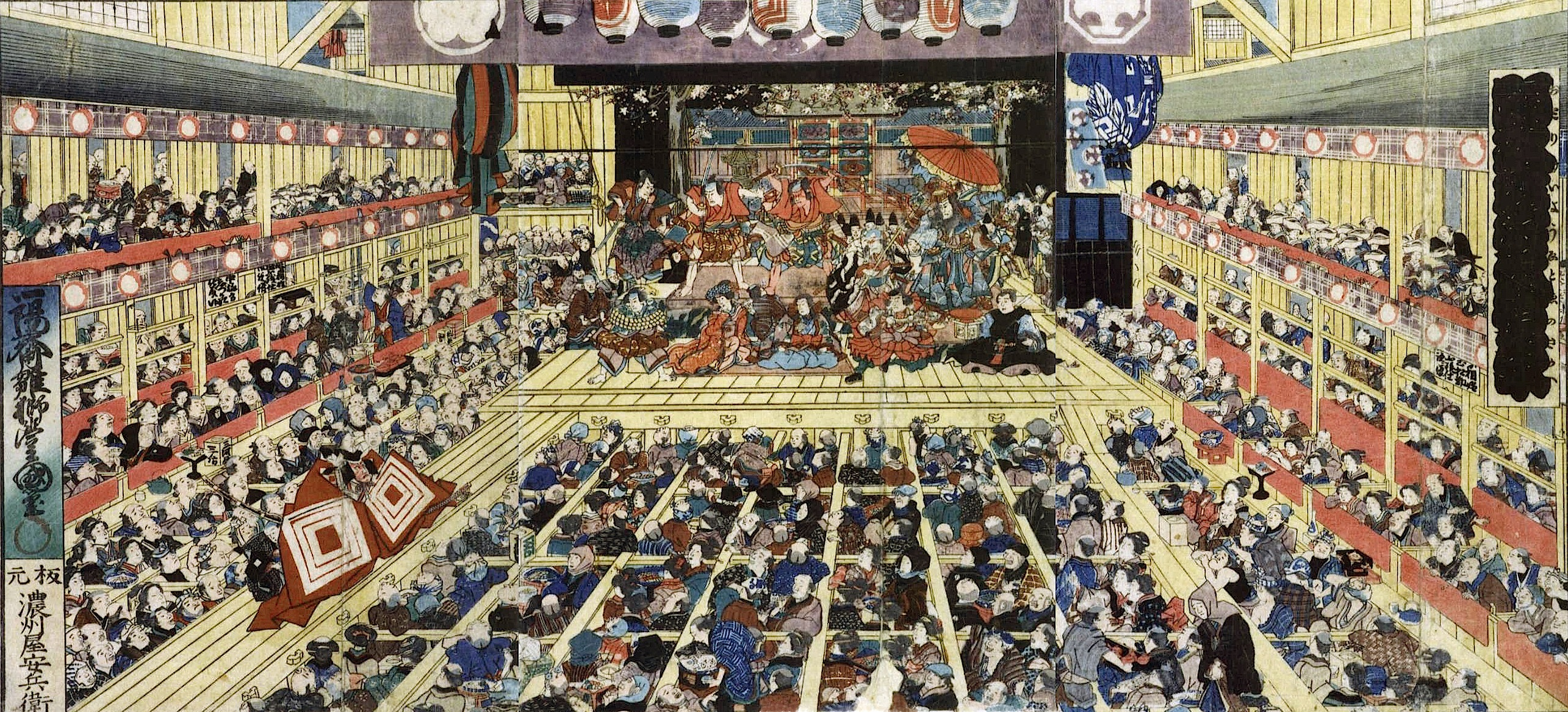
Producción de 1858 de Shibaraku en el teatro Ichimura-za de Edo, donde puede verse el hanamichi a la izquierda.

Aunque rara vez se utiliza para la acción principal de una obra, muchos de los momentos más dramáticos o famosos se producen durante las entradas o salidas a lo largo del hanamichi. Muchas de las acciones particularmente dramáticas se desarrollan en la zona de siete décimos del camino del hanamichi (conocido como el punto 七三, en japonés shichisan, "siete-tres", esto es, a tres décimos de distancia del escenario). Es aquí donde los actores frente al público pueden decir sus palabras finales y los personajes que entran pueden dirigirse a los espectadores o a otros personajes del escenario. Y allí el actor ejecuta una de las posturas clásicas mie del kabuki a lo que los espectadores gritan el apodo del actor.

## Sumo
En el sumo, hanamichi son los “caminos” principales (este y oeste) que van desde las habitaciones de preparación de los luchadores hasta el dohyō.